# Yugoslavia en los Juegos Olímpicos de Melbourne 1956
Yugoslavia estuvo representada en los Juegos Olímpicos de Melbourne 1956 por un total de 35 deportistas que compitieron en 8 deportes.  
El portador de la bandera en la ceremonia de apertura fue el jugador de waterpolo Zdravko-Ćiro Kovačić.

## Medallistas
El equipo olímpico yugoslavo obtuvo las siguientes medallas:
| Nombre         | Deporte   | Competición |
| -------------- | --------- | ----------- |
| Oro            |           |             |
| —              |           |             |
| Plata          |           |             |
| Franjo Mihalić | Atletismo | Maratón M   |
| Equipo         | Fútbol    | Torneo M    |
| Equipo         | Waterpolo | Torneo M    |
| Bronce         |           |             |
| —              |           |             |